# Clubiona helenae
Clubiona helenae là một loài nhện trong họ Clubionidae.
Loài này thuộc chi Clubiona. Clubiona helenae được miêu tả năm 2003 bởi Mikhailov.